# لوكا مخيدزي
لوكا مخيدزه ( (بالجورجية: ლუკა მხეიძე)، من مواليد 5 يناير 1996) هو لاعب جودو فرنسي من أصل جورجي. جاء مخيدزه إلى فرنسا بصفة لاجئ عام 2010.  فاز بميدالية برونزية في منافسات وزن 60 كغم رجال في دورة الألعاب الأولمبية الصيفية 2020 التي أقيمت في طوكيو باليابان عام 2021. 
عام 2021، فاز بالميدالية الفضية في منافسات وزن 60 كغم للرجال في بطولة أوروبا للجودو عام 2021 التي أقيمت في لشبونة، البرتغال.  

## الإنجازات
| العام | المسابقة                            | المركز | فئة الوزن |
| ----- | ----------------------------------- | ------ | --------- |
| 2021  | بطولة أوروبا للجودو                 | الثاني | −60 كغ    |
| 2021  | دورة الألعاب الأولمبية الصيفية 2020 | الثالث | −60 كغ    |

## روابط خارجية
- لوكا مخيدزي على موقع الفيدرالية الدولية للجودو (الإنجليزية)
- لوكا مخيدزي على موقع JudoInside.com (الإنجليزية)
- لوكا مخيدزي على موقع AllJudo.net (الفرنسية)
- لوكا مخيدزي على موقع اللجنة الأولمبية الدولية (الإنجليزية)
- لوكا مخيدزي على موقع أوليمبيديا (الإنجليزية)
- لوكا مخيدزي على موقع اللجنة الأولمبية الفرنسية (مؤرشف) (الفرنسية)